# Gebidum
Gebidum är en bergstopp i Schweiz.   Den ligger i distriktet Visp och kantonen Valais, i den södra delen av landet, 80 km söder om huvudstaden Bern. Toppen på Gebidum är 2 317 meter över havet, eller 120 meter över den omgivande terrängen. Bredden vid basen är 1,9 km.
Terrängen runt Gebidum är mycket bergig. Närmaste större samhälle är Visp, 5,0 km nordväst om Gebidum. 
I omgivningarna runt Gebidum växer i huvudsak barrskog. Runt Gebidum är det ganska glesbefolkat, med 30 invånare per kvadratkilometer.